# رود ليندسي
رود ليندسي (بالإنجليزية: Rod Lindsey)‏ هو لاعب كرة قاعدة أمريكي، ولد في 28 يناير 1976 في أوبيليكا في الولايات المتحدة.

## وصلات خارجية
- رود ليندسي على موقعبيزبول رفرنس.كوم (الدوري الرئيسي) (الإنجليزية)
- رود ليندسي على موقعبيزبول رفرنس.كوم (الدوري الثانوي) (الإنجليزية)